# Harpalosz
Harpalosz (Kr. e. 3. század) görög csillagász
Metón előtt élt, és Kleosztratosz tankölteményéhez fűzte azokat a naptárjavításait, amelyek szerint az évet 365 napban és 13 órában határozta meg. Censorinus tesz említést róla.